# 1972 Голяма награда на Италия
1972 Голяма награда на Италия е 23-то за Голямата награда на Италия и десети кръг от сезон 1972 във Формула 1, провежда се на 10 септември 1972 година на пистата Монца близо до град Монца, Италия.

## Репортаж
След състезанието в Монца от 1971, което е регистрирано като най-бързото в историята на Формула 1 със средна скорост от 242.615 км/ч, за тазгодишното състезание са поставени два шикана за съоръжение на сигурност. И докато промените по трасето е леко неодобрено за производители на спирачки и двигатели, Лотус претърпя тежък инцидент, след като един от болидите предназначен за Дейв Уокър е сериозно повреден, както и този на Емерсон Фитипалди. Накрая отборът се появи само с Фитипалди и няколко механика, състезавайки се под банера Уърлд Уайд Рейсинг, така както е и предната година.
Ферари обяви, че ще продължат с Джаки Икс за следващия сезон въпреки финансовите проблеми, които компанията има. Освободен от услугите си в Американската състезателна организация, Марио Андрети прави своето завръщане редом до Икс и Клей Регацони (който подписа с БРМ за 1973). Съртис са с новия TS14, като болидът отново е предназначен за собственика на отбора Джон Съртис, докато отборът на Франк Уилямс, Политойс реконструира болида си, след проблемите в Брандс Хач. Специално за това състезание Текно участва и с двамата си пилоти Нани Гали и Дерек Бел, докато Райн Визел отново е повикан от БРМ, този път без спешни мерки, които отбора направи в Австрия. Поради финансови проблеми отборите на Коню и Ейфеланд Марч не присъстват на Монца.

### Квалификация
Благодарение на новите промени по пистата, цялата квалификация е съпътствана от използване на спирачки и честото използване на зоните за сигурност. Накрая Джаки Икс постига пол-позиция, която е с почти 12 секунди по-бавен от миналогодишното издание за ГП на Италия. Крис Еймън с Матра се нареди втори пред Джеки Стюарт с Тирел, Регацони, Дени Хълм с Макларън, Е. Фитипалди, Андрети, Питър Ревсън, Майк Хейлууд и Визел (правейки една от най-добрите си квалификации с 10-о време). От общо 27 участника, Анри Пескароло и Бел не намериха място за неделното състезание.

### Състезание
Организаторите решиха всички 25 стартирали да пропуснат първия шикан, за да се предотвратят сериозни инциденти. Това обаче не важи за Стюарт, чийто болид се повреди няколко метра след старта, което означи края за някакви шансове отстрана на шотландеца да запази титлата си. Всички останали пилоти преминаха без сериозни проблеми с изключение на Ники Лауда, който влезе в бокса след края на първата обиколка за да бъде изчистен болида от прахта.
Икс отвори разлика пред преследвачите си, като шиканите играят голяма роля на разпределението на позициите, вместо да се водят няколко борби между състезателите. Е. Фитипалди се придвижи на трета позиция, пред Андрети, Еймън, Хейлууд, Хълм, Карлос Ройтеман, Ревсън, Греъм Хил, Визел и Питър Гетин. В края на втората обиколка Ревсън изпревари Брабам-а на Ройтеман, а Хейлууд мина пред Еймън, обиколка по-късно. Лауда се върна в състезанието, точно когато неговият му съотборник Рони Петерсон влезе, за да бъде оправен управлението на неговия Марч, докато Гали регистрира поредното отпадане с повреда в двигателя в шестата обиколка.
Крахът на Тирел е пълен, след като и Франсоа Север също напусна със същия проблем какъвто има Гали, докато Икс пусна Регацони напред. Лидерството на швейцареца продължи три обиколки, преди да разруши задното-ляво окачване в опита да изпревари частния Марч на Карлос Паче, който се върна в състезанието след завъртане. Това прати Икс обратно на лидерска позиция пред Е. Фитипалди, докато Еймън си върна позицията си от Хейлууд, след което англичанина загуби мощност заради откачена въздушна кутия на неговия Съртис, две обиколки по-късно.
Тим Шенкен е следващия който е сполетян от проблеми, повреждайки окачването си в 21-вата обиколка, докато Ройтеман и Уилсън Фитипалди отпаднаха със същия проблем, а Джон Съртис прибра новия болид с проблем в горивната система. Хил се изкачи до шестото място пред двата БРМ-а на Гетин и Жан-Пиер Белтоаз. Двата Макларън-а имат един и същ проблем с използването на зоната за сигурност. Състезанието за Еймън приключи с повреда на един от спирачните дискове в 38-ата обиколка. Фитипалди преследва Икс като разликата се запази между двамата, преди това да се промени в 46-а когато белгиеца спря с повреда в електрото, което изключи напълно двигателя. Това прати Фитипалди начело пред Хейлууд, който си пази спирачките на своя болид и двата Макларън-а като Ревсън изпревари Хил в заключителната фаза в състезанието.
Това обаче не притесни Емерсон, който с петата си победа за сезона и благодарение на отпадането на Стюарт си гарантира първата световна титла, на само 25-годишна възраст. Второто място на Хейлууд е ключов за отбора като това е най-доброто класиране за бивш мотоциклетист и за отбора, воден от неговия създател. Макларън-ите на Хълм и Ревсън завършиха трети и четвърти пред Хил, който има проблеми със спирачките в последните обиколки. Победителят от Монца 1971 Гетин завърши на последното място даващо право за точки

## Класиране
| Поз | No | Пилот             | Конструктор   | Оби. | Време/Отпадане  | Място | Точки |
| --- | -- | ----------------- | ------------- | ---- | --------------- | ----- | ----- |
| 1   | 6  | Емерсон Фитипалди | Лотус-Форд    | 55   | 1:29:58.4       | 6     | 9     |
| 2   | 10 | Майк Хейлууд      | Съртис-Форд   | 55   | + 14.5          | 9     | 6     |
| 3   | 14 | Дени Хълм         | Макларън-Форд | 55   | + 23.8          | 5     | 4     |
| 4   | 15 | Питър Ревсън      | Макларън-Форд | 55   | + 35.7          | 8     | 3     |
| 5   | 28 | Греъм Хил         | Брабам-Форд   | 55   | + 1:05.6        | 13    | 2     |
| 6   | 23 | Питър Гетин       | БРМ           | 55   | + 1:21.9        | 12    | 1     |
| 7   | 3  | Марио Андрети     | Ферари        | 54   | + 1 Об.         | 7     |       |
| 8   | 21 | Жан-Пиер Белтоаз  | БРМ           | 54   | + 1 Об.         | 16    |       |
| 9   | 19 | Рони Петерсон     | Марч-Форд     | 54   | + 1 Об.         | 24    |       |
| 10  | 16 | Майк Бютлър       | Марч-Форд     | 54   | + 1 Об.         | 25    |       |
| 11  | 22 | Хоудън Гънли      | БРМ           | 52   | + 3 Об.         | 17    |       |
| 12  | 24 | Райн Визел        | БРМ           | 51   | + 4 Об.         | 10    |       |
| 13  | 18 | Ники Лауда        | Марч-Форд     | 50   | + 5 Об.         | 20    |       |
| Отп | 4  | Джеки Икс         | Ферари        | 46   | Електро         | 1     |       |
| Отп | 20 | Крис Еймън        | Матра         | 38   | Спирачки        | 2     |       |
| Отп | 9  | Андреа де Адамич  | Съртис-Форд   | 33   | Спирачки        | 21    |       |
| Отп | 29 | Уилсън Фитипалди  | Брабам-Форд   | 20   | Окачване        | 19    |       |
| Отп | 7  | Джон Съртис       | Съртис-Форд   | 20   | Горивна система | 22    |       |
| Отп | 8  | Тим Шенкен        | Съртис-Форд   | 20   | Завъртане       | 15    |       |
| Отп | 5  | Клей Регацони     | Ферари        | 16   | Сблъсък         | 4     |       |
| Отп | 26 | Карлос Паче       | Марч-Форд     | 15   | Сблъсък         | 18    |       |
| Отп | 30 | Карлос Ройтеман   | Брабам-Форд   | 14   | Окачване        | 11    |       |
| Отп | 2  | Франсоа Север     | Тирел-Форд    | 14   | Двигател        | 14    |       |
| Отп | 11 | Нани Гали         | Текно         | 6    | Двигател        | 23    |       |
| Отп | 1  | Джеки Стюарт      | Тирел-Форд    | 0    | Съединител      | 3     |       |
| НКв | 25 | Анри Пескароло    | Марч-Форд     |      |                 |       |       |
| НКв | 12 | Дерек Бел         | Текно         |      |                 |       |       |

## Класиране след състезанието
| Поз | Пилот             | Точки |
| --- | ----------------- | ----- |
| 1   | Емерсон Фитипалди | 61    |
| 2   | Денис Хълм        | 31    |
| 3   | Джеки Стюарт      | 27    |
| 4   | Джаки Икс         | 25    |
| 5   | Питър Ревсън      | 17    |
| 6   | Клей Регацони     | 13    |
| 7   | Майк Хейлууд      | 13    |
| 8   | Крис Еймън        | 11    |

| Поз | Конструктор   | Точки |
| --- | ------------- | ----- |
| 1   | Лотус-Форд    | 61    |
| 2   | Макларън-Форд | 39    |
| 3   | Тирел-Форд    | 33    |
| 4   | Ферари        | 29    |
| 5   | Съртис-Форд   | 18    |
| 6   | БРМ           | 14    |
| 7   | Марч-Форд     | 12    |
| 8   | Матра         | 11    |